# Marplatazo
El Marplatazo fue un levantamiento social que tuvo lugar el 14 de junio de 1972 en la ciudad de Mar del Plata, provincia de Buenos Aires, Argentina. Fue desencadenado por el asesinato de la estudiante Silvia Filler a manos del grupo terrorista CNU con la participación de la policía, así como por las protestas y actos represivos que siguieron al evento. La pueblada comenzó con una huelga general convocada por la Confederación General del Trabajo de la República Argentina, que recibió el apoyo activo del movimiento estudiantil.

## Contexto
Después de la Revolución Cubana, Argentina experimentó una intensificación de la represión interna bajo el gobierno de Arturo Frondizi y posteriormente durante la dictadura de Juan Carlos Onganía. Frondizi implementó el Plan de Conmoción Interna del Estado (Conintes), que permitía la persecución de trabajadores, sindicalistas, partidos políticos y estudiantes de izquierda. La dictadura de Onganía, autodenominada «Revolución Argentina», buscaba restaurar el orden institucional amenazado por la «infiltración marxista» y adoptó un programa económico regresivo. Durante este período, las universidades fueron consideradas trincheras ideológicas y fueron duramente intervenidas. Estos sucesos generaron movimientos de protesta más amplios, como el Cordobazo, que marcó un período de mayor protagonismo popular en los reclamos y la aceptación de la violencia como método de confrontación al régimen.
Mientras tanto, en medio de la creciente radicalización y el surgimiento de grupos armados como Montoneros, el gobierno de facto buscaba una salida electoral mediante un «Gran Acuerdo Nacional» para mantener alejada del poder a la izquierda del peronismo. Esto llevó a una lucha interna por la hegemonía dentro del movimiento peronista, donde surgieron grupos paramilitares como la CNU y posteriormente la Triple A. Estos grupos participaron en una purga interna con el objetivo de asegurar la predominancia política del gobierno y reprimir cualquier forma de oposición, en medio de un contexto de creciente represión y violencia en Argentina.

## Génesis
El Marplatazo tuvo su origen en la acción de la CNU. El asesinato de Silvia Filler en una asamblea estudiantil en diciembre de 1971 desencadenó la formación de una «Coordinadora de Repudio y Justicia» conformada por familiares y compañeros de Filler. Este evento marcó un punto de inflexión en las luchas que se desarrollaban en la ciudad, atrayendo a estudiantes secundarios y generando movilizaciones. A pesar de los intentos de las autoridades por limitar las expresiones de repudio, la movilización continuó en los meses siguientes con demandas que incluían el repudio al asesinato y la lucha contra la "Ley Fantasma" que afectaba a las escuelas técnicas.

## La protesta
En mayo de 1972, se convocó a una concentración estudiantil en Mar del Plata para protestar contra el régimen de Alejandro Agustín Lanusse. La marcha fue reprimida violentamente, resultando en la detención de tres estudiantes. Esto fue un indicio de la represión que vendría en las próximas semanas.
En respuesta, el movimiento estudiantil declaró un estado de asamblea permanente y buscó el apoyo de la CGT Regional Mar del Plata para realizar un paro activo en solidaridad con los detenidos. El movimiento estudiantil enfrentó detenciones adicionales y tensiones crecientes, lo que llevó a un paro total convocado por la CGT y el movimiento estudiantil para exigir la liberación de los detenidos y protestar contra las políticas «antiobreras» del régimen.
El 14 de junio, las fuerzas militares ocuparon Mar del Plata en respuesta a lo que consideraban una amenaza de grupos subversivos. Hubo un amplio despliegue militar en el centro de la ciudad, con el bloqueo de los accesos y la concentración de la coordinadora obrera-estudiantil en diversos puntos. La jornada de movilización contó con disturbios y más de cien detenciones. Sin embargo, finalmente se logró la liberación de los detenidos, incluido el último estudiante que había sido puesto a disposición del «fuero antisubversivo».